# Audita tremendi
Audita tremendi – bulla papieża Grzegorza VIII z 29 października 1187 roku.
Została wystawiona w pierwszych dniach urzędowania Grzegorza VIII jako odpowiedź na wieść o klęsce wojsk krzyżowców pod Hittin 4 lipca 1187 roku. Papież wezwał cały świat chrześcijański do podjęcia działań mających na celu przeciwstawienie się muzułmańskim podbojom. W tekście dokumentu nie ma wzmianki o upadku Jerozolimy, który nastąpił 2 października 1187, jako że wiadomość o tym wydarzeniu nie dotarła jeszcze do Europy. Oznacza to również, iż to nie upadek stolicy Królestwa Jerozolimskiego stanowił decydujący czynnik wpływający na wydanie bulli, lecz był nim katastrofalny wynik starcia pod Hittin, a szczególnie wieść o utracie w walce relikwii Krzyża Prawdziwego.
Podobnie jak inne papieskie bulle, Audita tremendi wzięła swój potoczny tytuł od pierwszych słów tekstu, które brzmiały: "Audita tremendi severitate judicii, quod super terram Jerusalem divina manus exercuit..." ("Usłyszawszy o srogości straszliwego sądu, którym boska ręka nawiedziła krainę Jerozolimską..."). Ze względu na specyfikę łacińskiej gramatyki, tytuł sam w sobie nie ma większego sensu od strony językowej.
Jako że dokument został ogłoszony już w 8 dni od wyboru papieża Grzegorza VIII, historycy podejrzewają, że pierwsze szkice musiał napisać już papież Urban III przed swoją śmiercią. Bulla zachowała się do naszych czasów w czterech oddzielnych wydaniach, na podstawie których później sporządzano kopie. Trzy wydania wystawiła kancelaria Grzegorza VIII w dniach: 29 października, 30 października oraz 3 listopada 1187. Czwarte wydanie było z kolei dziełem papieża Klemensa III i zostało opatrzone datą 2 stycznia 1188. Wydania różniły się drobnymi korektami gramatycznymi i kancelaryjnymi, jak również niektórymi zwrotami, kładącymi akcent na inne aspekty papieskiego wezwania. Wraz z licznymi dowodami na pomyłki kopistów może to wskazywać na dynamikę sytuacji i dążenie do jak najszybszego rozpropagowania bulli w Europie.  
W tekście bulli papież Grzegorz VIII zwrócił uwagę, że boski gniew był wynikiem grzesznego życia chrześcijan nie tylko na Bliskim Wschodzie, ale także (a nawet przede wszystkim) w całej Europie, wobec czego cały Kościół musi wziąć na siebie odpowiedzialność za upadek Królestwa Jerozolimskiego. Drogą do naprawy swoich przewinień miał być żal za grzechy oraz uczestnictwo w nowej, powszechnej krucjacie. Bulla Audita tremendi jest uznawana za oficjalne wezwanie papieskie, które zapoczątkowało działania prowadzące do Trzeciej Krucjaty. 

## Łaciński tekst bulli
Poniżej znajduje się tekst pierwszego wydania bulli z 29 października 1187 roku. Zestawienie i powrównanie wszystkich czterech wydań ze sobą można znaleźć w: Smith, Audita Tremendi, ss. 88-101 (patrz bibliografia).
"Gregorius episcopus, servus servorum Dei, universis Christi fidelibus ad quos litterae istae pervenerint, salutem et apostolicam benedictionem. Audita tremendi severitate judicii, quod super terram Jerusalem divina manus exercuit, tanto sumus nos et fratres nostri horrore confusi, tantisque afflicti doloribus, ut non facile nobis occurreret, quid agere aut quid facere deberemus, nisi quod Psalmista deplorat, et dicit: “Deus, venerunt gentes in haerediatem tuam, coinquinaverunt templum sanctum tuum, posuerunt Jerusalem in pomorum custodiam, carnes sanctorum tuorum bestiis terrae, et escas volatilibus coeli, etc” [Psalm 78:1–2]. Ex occasione quippe dissensionis quae malitia hominum ex suggestione diaboli facta est nuper in terra, accessit Saladinus cum multitudine armatorum ad partes illas, et occurentibus eis rege, et episcopis, et Templariis, et Hospitalariis, baronibus ac militibus cum populo terrae, et cruce Dominica, per quam ex memoria et fide passionis Christi, qui pependit, et genus humanum redemit, certum solebat esse tutamen, et contra paganorum incursus desiderata defensio, facta congressione inter eos, et superata parte nostrorum, capta est crux Dominica, trucidati episcopi, captus est rex, et universi fere aut occisi gladio, aut hostilibus manibus deprehensi, ita ut paucissimi per fugam dicantur elapsi. Ipsi quoque Templarii et Hospitalarii in ejus oculis decollati. Superato autem exercitu, qualiter subsequenter invaserint et rapuerint universa, ita ut non nisi pauca loca remansisse dicantur, quae in eorum non devenerint potestatem, non credimus nostris litteris explicandum. Nos autem, licet cum propheta dicere habeamus: “Quis det capiti meo aquam, et oculis meis fontem lacrymarum, et plorabo nocte ac die interfectos populi mei?” [Jeremiah 9:1] non tamen adeo dejicere nos debemus, ut in diffidentiam decidamus, et credamus Deum ita populo iratum, ut quod communium faciente multitudine peccatorum fieri permisit iratus, non cito per misericordiam poenitentia placatus alleviet, et post lacrymationem et fletum exsultationem inducat. Quisquis sane in tante lugendi materia, si non corpore, saltem corde non luget, non tantum fidei Christianae, quae cum omnibus dolentibus docet esse dolendum, sed ipsius est humanitatis nostrae oblitus, cum ex ipsa periculi magnitudine ac feritate barbarica Christianorum sanguinem sitiente, ac totam suam in hac apponente virtutem, ut profanare sancta, et titulum Dei valeant auferre de terra, quod nos tacemus, discretus quisque valeat aestimare. Sane cum prophetae toto prius studio laboraverunt, postmodum apostoli, et sequaces eorum, ut divinus cultus esset in terra illa, et ad omnia climata mundi ex ea deflueret, imo, quod maximum et ineffabile est, Deus, qui voluit incarnari, per quem facta sunt universa, per ineffabilem sapientiam et incomprehensibilem misericordiam suam, per infirmitatem carnis esuriem, sitim, crucem, et mortem et resurrectionem, salutem nostram ibi voluit operari, juxta quod dicitur: “Qui operatus est salutem in medio terrae” [Psalm 74:12] per seipsum ad hoc dignatus est laborare, nec lingua dicere, nec sensus cogitare potest, quantum nobis et universo dolendum sit populo Christiano, quod id nunc perpessa est terra illa, quod sub veteri populo legitur pertulisse. Nos autem credere non debemus quod ex injustitia Judicis ferientis, sed ex iniquitate potius populi delinquentis, ista provenerunt, cum legamus quod, quando populus convertebatur ad Dominum, persequebatur unus mille, et duo fugabant decem millia, imo, ipso populo quiescente, exercitum Sennacherib angelica manu consumptum. Sed et terra illa devoravit habitatores suos, et nec diu habere quietum statum, nec transgressores legis divinae potuit retinere, doctrinam et exemplum tribuens illis qui ad coelestem Jerusalem intenderent, quod non possunt ad eam nisi per exercitium boni operis et per tentationes plurimas pervenire. Potuerunt autem ista timeri jampridem, quando Arroasia, et alia terra in potestatem transiit paganorum, et fuisset bene provisum, si populus qui remansit, ad poenitentiam rediisset; et Deum, quem praevaricatione offenderat, conversione placasset. Nec enim subito venit ira ejus, sed et ultionem differt, et tempus tribuit poenitenti. Tandem vero, qui in misericordia judicium non amittit, vindictam suam ad poenam transgredientium et cautelam salvandorum exercet. Porro nos, qui in tanta terrae illius contritione non solum peccatum habitatorum illius, sed et nostrum et totius populi Christiani debemus attendere ac vereri, ne quod reliquum est illius terrae depereat, et in alias etiam potestas eorum desaeviat regiones, cum ex omnibus partibus inter reges et principes, civitates et civitates dissensiones audiamus et scandala, ut lugere cum propheta et dicere valeamus: “Non est veritas, non est scientia Dei in terra, mendacium, homicidium et adulterium inundaverunt, et sanguis sanguinem contigit” [Hosea 4:1–2]. Unde hoc universis est cogitandum, imo et agendum, ut peccata nostra castigatione voluntaria emendantes, per poenitentiam et opera pietatis convertamur ad Dominum Deum nostrum, et in nobis primo quod male gessimus emendemus; deinde feritatem et malitiam hostium attendamus; et quod illi contra Deum tentare non timent, nos pro Deo, agere nullatenus haesitemus. Cogitate itaque, filii, qualiter in hunc mundum venistis, et qualiter exituri estis, et qualiter transeant universa, et pariter transeatis et vos; et poenitendi ac bene agendi tempus, quantum spectat ad vos, cum gratiarum actione recipite, et date vestra, date post vos ipsos, quia non estis ex vobis, nec quidquam a vobis habetis, qui nec culicem unum potestis facere super terram. Nec dicimus: dimittite, sed, praemittite in coeleste horreum quae habetis, et deponite apud eum, apud quem aerugo ea non demolitur, aut tinea, nec fures effodiunt, et furantur; laborantes ad recuperationem terrae illius, in qua pro salute nostra veritas de terra orta est, et sustinere pro nobis crucis patibulum non despexit; et nolite ad lucrum vel gloriam temporalem attendere, sed voluntatem Dei, qui pro fratribus animas in seipso docuit esse ponendas, et ei vestras commendate divitias, quas, sive volentes, sive nolentes, nescitis tandem quibus haeredibus sitis relicturi. Non est equidem novum, quod terra illa judicio divino percutitur, sed nec insolitum, ut flagellata et castigata misericordiam consequatur. Poterit Dominus quidem sola eam voluntate servare, sed non habemus ei dicere cur ita fecerit. Voluit enim forsitan experiri, et in notitiam ducere aliorum, si quis sit intelligens aut requirens Deum, qui oblatum sibi poenitentiae tempus hilariter amplectatur, et animam ponendo pro fratribus consummetur in brevi, et compleat tempora multa. Attendite qualiter Machabaei zelo divinae legis accensi, pro fratribus liberandis extrema quaeque pericula sunt experti, et non solum substantias, sed et personas pro fratrum docuerint salute ponendas, exhortantes seipsos atque dicentes: “Accingimini, et estote filii potentes, quoniam melius est nobis mori in bello quam videre mala gentis nostrae et sanctorum” [1 Machabees 3:58– 59]. Et quidem illi sub una constituti lege fuerunt, vos per incarnationem Domini nostri Jesu Christi ad lucem veritatis adducti, et multis exemplis instructi sanctorum, sine trepidatione aliqua faciatis, et non timeatis dare terrena et pauca, et breviter duratura, quibus illa bona promissa sunt, et reposita, quae nec oculus vidit, nec auris audivit, nec in cor hominis ascenderunt, de quibus dicit Apostolus: “Quod non sunt condignae passiones hujus temporis ad futuram gloriam quae revelabitur in nobis” [Romans 8:18]. Eis autem qui corde contrito et humiliato spiritu, itineris hujus laborem assumpserint, et in poenitentia peccatorum et fide recta decesserint, plenam suorum criminum indulgentiam, et vitam pollicemur aeternam. Sive autem supervixerint, sive mortui fuerint, de omnibus peccatis suis, de quibus rectam confessionem fecerint, impositae satisfactionis relaxationem de omnipotentis Dei misericordia, et apostolorum Petri et Pauli auctoritate et nostra, se noverint habituros. Bona quoque ipsorum, ex quo crucem acceperint, cum suis familiis, sub sanctae Romanae Ecclesiae, nec non et archiepiscoporum, et episcoporum, et aliorum praelatorum Ecclesiae Dei protectione consistant; et nullam de his quae in susceptione crucis quiete possederunt, donec de ipsorum reditu vel obitu certissime cognoscatur, sustineant quaestionem, sed bona eorum integra interim maneant et quieta. Ad dandas quoque usuras, si tenentur alicui, non cogantur. Nec eant in vestibus pretiosis, et cum canibus, sive avibus, aut aliis quae ostentationi potius et lasciviae, quam necessariis videantur usibus deservire; sed in modesto apparatu, et habitu, in quo poenitentiam potius agere quam inanem affectare gloriam videantur. Datum Ferrariae quarto Kalendas Novembris, indictione sexta".